# Габашвили, Екатерина Ревазовна
Екатери́на Рева́зовна Габашви́ли (груз. ეკატერინე რევაზის ასული გაბაშვილი), урождённая — Тархнишви́ли (თარხნიშვილი; 16 июня 1851, Гори, Российская империя — 7 августа 1938) — грузинская писательница и общественный деятель. Одна из первых грузинских феминисток и активисток в борьбе за права женщин.

## Биография
Родилась в аристократической семье, представительница княжеского рода Тархнишвили. Мать — княжна София Вахтанговна Багратион-Давитишвили. В 17 лет открыла частную школу для крестьянских детей. В 19 лет вышла замуж за Александра Габашвили. У них было 11 детей. Сын — Реваз Габашвили, известный грузинский публицист и политик. В 1897 году основала женскую профессиональную школу.
Екатерина Габашвили — видный представитель грузинского критического реализма. Одна из первых ввела в грузинскую литературу малый прозаический жанр — небольшой рассказ, эссе. Литературные взгляды писательницы сформировались под влиянием русских революционных демократов и «шестидесятников» XIX века, особое влияние на её творчество оказал Илья Чавчавадзе.
Екатерина Габашвили умерла в 1938 году. Похоронена в Тбилиси в Дидубийском пантеоне.

## Творчество
Дебютировала как прозаик в 1870 году в газете «Дроеба» («Время»). Автор нескольких сентиментальных романов и рассказов о горестях сельских учителей и крестьянской жизни в дореволюционной Грузии.
В своих произведениях изображала бесправную жизнь крестьянства, социальные и экономические противоречия грузинской деревни (рассказы «Роман в Дидихеви», 1881, «Кона», 1881, «Орена и Куче», 1883), создавала образы представителей сельской интеллигенции, отдающей свои силы трудовому крестьянству (повести «Сельский учитель» — «Соплис масцавлебели», «Гамарджвебули Нико» и др.). В нескольких романах изображена трагическая судьба женщины в условиях социального неравенства («Разные свадьбы» — «Схва да схва гвари корцили», 1881, «Обескрыленная» — «Пртебдагледжили», 1912), процесс деградации грузинской феодальной аристократии («Бенуар № 3», 1898).
Кроме того, перу Е. Габашвили принадлежат рассказы для детей («Лурджа Магданы», «Семья Мшиерадзе», «Тинас Лекури», «Чвени каклис хе» и др.).
В конце жизни издала интересные воспоминания, выпустила несколько сборников избранных сочинений.
В 1955 году по мотивам одного из самых замечательных рассказов Габашвили режиссёры Тенгиз Абуладзе и Реваз Чхеидзе сняли художественный фильм «Лурджа Магданы», отмеченный наградами МКФ в Канне (1956) и МКФ в Эдинбурге (1956).